# Listă de muzee de artă contemporană

## Australia
- Museum of Contemporary Art, Sydney - Situl web oficial
- Australian Centre for Contemporary Art - Situl web oficial Arhivat în 3 aprilie 2007, la Wayback Machine.

## Canada
- Vancouver Art Gallery - Situl web oficial
- Contemporary Art Gallery - Situl web oficial
- Buschlen Mowatt Gallery - Situl web oficial

## Franța
- Centre Pompidou, Paris- Situl web oficial Arhivat în 6 august 2010, la Wayback Machine.
- CAPC musée d'art contemporain, Bordeaux- Situl web oficial
- Muzeul de Artă Contemporană - Castelul Montsoreau, Montsoreau- Situl web oficial ro

## Germania
- NBK Berlin - Situl web oficial

## Grecia
- State Museum of Contemporary Arts - Situl web oficial Arhivat în 27 septembrie 2007, la Wayback Machine.
- Deste Foundation                  - Situl web oficial

## Iran
- Teheran Museum of Contemporary Art - Situl web oficial Arhivat în 27 septembrie 2007, la Wayback Machine.

## Italia
- Centro per l'arte contemporanea Luigi Pecci, Prato - Situl web oficial
- Galleria nazionale d'arte moderna e contemporanea di Roma
- Museo di arte moderna e contemporanea di Trento e Rovereto - Situl web oficial
- Museo d'Arte Contemporanea Donna Regina Napoli - Situl web oficial
- Muzeul de Artă - MdAO Museo d'Arte MdAO di Avellino
- Castello di Rivoli - Situl web oficial

## Japonia
- Museum of Contemporary Art, Tokyo

## Marea Britanie
- Institute of Contemporary Arts - Situl web oficial
- Saatchi Gallery - Situl web oficial
- Tate (cunoscut în precedență ca Tate Gallery) - Situl web oficial

## România
- Galerie de arta ce gazduieste lucrari a peste 350 de artisti contemporani romani.  - Situl web oficial Arhivat în 9 iunie 2010, la Wayback Machine.
- Muzeul Național de Artă Contemporană,     București - Situl web oficial Arhivat în 20 noiembrie 2020, la Wayback Machine.
- Calina Timișoara Spațiu de Artă Contemporană Arhivat în 10 februarie 2010, la Wayback Machine.

## Serbia
- Museum of Contemporary Art, Belgrad - Situl web oficial Arhivat în 4 iulie 2008, la Wayback Machine.

## Spania
- Museo Nacional Centro de Arte Reina Sofía, Madrid - Situl web oficial Arhivat în 4 iulie 2010, la Wayback Machine.

## Statele Unite ale Americii
- The Aldrich Contemporary Art Museum - Situl web oficial
- Artspace - Situl web oficial
- Contemporary Art Center of Virginia - Situl web oficial
- Contemporary Art Museum St. Louis — Situl web oficial
- Contemporary Arts Center, Cincinnati, Ohio - Situl web oficial
- Institute of Contemporary Art, Boston Boston, Massachusetts
- Kemper Museum of Contemporary Art, Missouri - Situl web oficial
- Massachusetts Museum of Contemporary Art - Situl web oficial
- Museum of Contemporary Art, Chicago - Situl web oficial
- Museum of Contemporary Art, Cleveland - Situl web oficial
- Museum of Contemporary Art, Denver - Situl web oficial Arhivat în 18 mai 2008, la Wayback Machine.
- Museum of Contemporary Art, Detroit - Situl web oficial
- Museum of Contemporary Art, Los Angeles - Situl web oficial
- Museum of Contemporary Art, North Miami - Situl web oficial
- Museum of Contemporary Art, San Diego - Situl web oficial
- New Museum of Contemporary Art, New York City - Situl web oficial
- P.S. 1 Contemporary Art Center - Situl web oficial
- The Renaissance Society, Chicago - Situl web oficial
- San Francisco Museum of Modern Art - Situl web oficial
- Site Santa Fe, New Mexico - Situl web oficial Arhivat în 14 septembrie 2008, la Wayback Machine.
- The Arts Trust - Indian Contemporary Art - Situl web oficial
- Walker Art Center, Minnesota - Situl web oficial
- Whitney Museum of American Art, New York - Situl web oficial

## Turcia
- Proje 4L Elgiz Museum of Contemporary Art - Situl web oficial Arhivat în 28 iunie 2010, la Wayback Machine.